# (10484) Hecht
(10484) Hecht (1983 WM) – planetoida z pasa głównego asteroid okrążająca Słońce w ciągu 3,54 lat w średniej odległości 2,32 j.a. Odkryta 28 listopada 1983 roku.